# Kelagani, Chikmagalur
Kelagani là một làng thuộc tehsil Chikmagalur, huyện Chikmagalur, bang Karnataka, Ấn Độ.